# Список руководителей Банка России

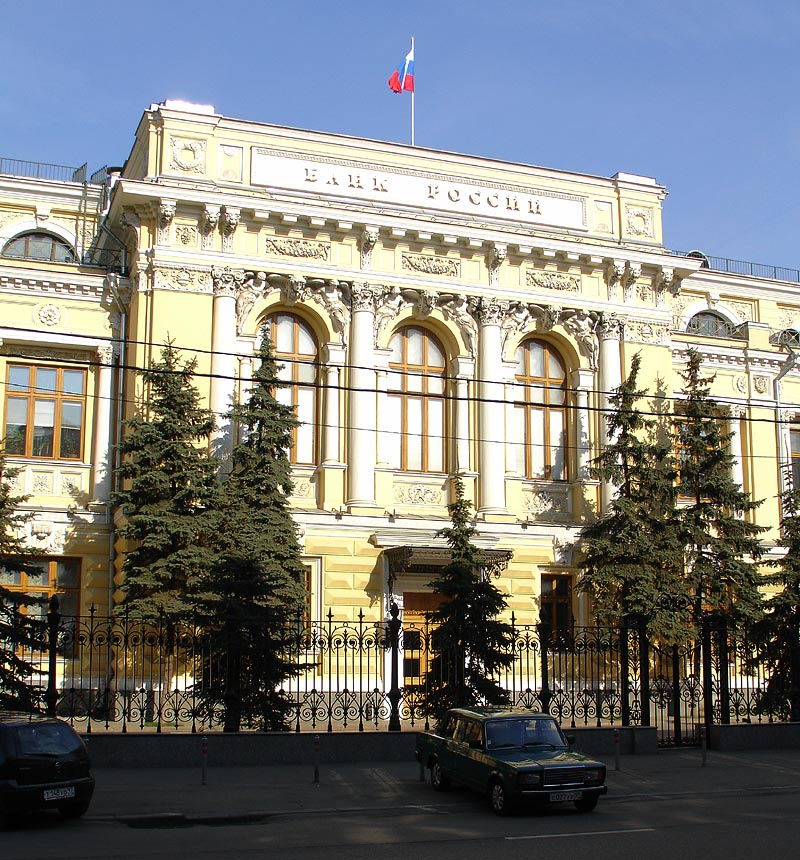
Здание Центрального Банка России на Неглинной

В список включены все руководители Государственного банка Российской империи, Народного банка РСФСР, Государственного банка РСФСР, Государственного Банка СССР и Банка России с 1860 года по настоящее время.

## Государственный банк
В разделе представлены все управляющие Государственным банком с момента его учреждения в 1860 году и до момента его ликвидации.
| Имя, годы жизни              | Портрет  | Начало                      | Окончание                | Должность                            | Прим. |
| ---------------------------- | -------- | --------------------------- | ------------------------ | ------------------------------------ | ----- |
| Александр Людвигович Штиглиц |          | 10 (22) июня 1860 года      | 1866 год                 | управляющий                          | [ 1 ] |
| Евгений Иванович Ламанский   |          | 1866 год                    | 1867 год                 | исполняющий обязанности управляющего | [ 1 ] |
| Евгений Иванович Ламанский   | 1867 год | 1881 год                    | управляющий              |                                      | [ 1 ] |
| Алексей Васильевич Цимсен    |          | 1881 год                    | 1889 год                 | управляющий                          | [ 1 ] |
| Юлий Галактионович Жуковский |          | 1889 год                    | 1894 год                 | управляющий                          | [ 1 ] |
| Эдуард Дмитриевич Плеске     |          | 1894 год                    | 1903 год                 | управляющий                          | [ 1 ] |
| Сергей Иванович Тимашев      |          | 5 (18) сентября 1903 года   | 5 (18) ноября 1909 года  | управляющий                          | [ 1 ] |
| Алексей Владимирович Коншин  |          | 1910 год                    | 1914 год                 | управляющий                          | [ 1 ] |
| Иван Павлович Шипов          |          | 22 апреля (5 мая) 1914 года | 11 (24) ноября 1917 года | управляющий                          | [ 1 ] |

## Народный банк РСФСР
В разделе представлены все комиссары Народного банка РСФСР с момента его учреждения в 1917 году и до 1920 года.
| Имя, годы жизни                     | Портрет | Начало              | Окончание           | Должность                                  | Прим. |
| ----------------------------------- | ------- | ------------------- | ------------------- | ------------------------------------------ | ----- |
| Станислав Станиславович Пестковский |         | 11 ноября 1917 года | 13 ноября 1917 года | комиссар на правах управляющего            | [ 2 ] |
| Валериан Валерианович Оболенский    |         | ноябрь 1917 года    | декабрь 1917 года   | главный комиссар                           | [ 2 ] |
| Георгий Леонидович Пятаков          |         | декабрь 1917 года   | февраль 1918 года   | главный комиссар                           | [ 2 ] |
| Александр Петрович Спундэ           |         | март 1918 года      | июнь 1918 года      | исполняющий обязанности главного комиссара | [ 2 ] |
| Тихон Иванович Попов                |         | июнь 1918 года      | октябрь 1918 года   | главный комиссар                           | [ 2 ] |
| Георгий Леонидович Пятаков          |         | октябрь 1918 года   | декабрь 1918 года   | главный комиссар                           | [ 2 ] |
| Якуб Ганецкий                       |         | ноябрь 1918 года    | январь 1920 года    | исполняющий обязанности главного комиссара | [ 2 ] |

## Государственный банк РСФСР
| Имя, годы жизни      | Портрет | Начало          | Окончание      | Должность              | Прим. |
| -------------------- | ------- | --------------- | -------------- | ---------------------- | ----- |
| Арон Львович Шейнман |         | 13 октябрь 1921 | июль 1923 года | председатель правления |       |

## Государственный банк СССР
В разделе представлены все председатели правления Государственного банка РСФСР/СССР с 1921 по 1991 год.
| Имя, годы жизни                     | Портрет | Начало                | Окончание             | Должность                                      | Прим.       |
| ----------------------------------- | ------- | --------------------- | --------------------- | ---------------------------------------------- | ----------- |
| Арон Львович Шейнман                |         | июль 1923 года        | 1924 год              | председатель правления                         | [ 3 ]       |
| Николай Гаврилович Туманов          |         | 5 марта 1924 года     | 16 января 1926 года   | исполняющий обязанности председателя правления | [ 3 ]       |
| Арон Львович Шейнман                |         | 1926                  | 1929                  | председатель правления                         | [ 3 ]       |
| Георгий Леонидович Пятаков          |         | 19 апреля 1929 года   | 18 октября 1930 года  | председатель правления                         | [ 3 ]       |
| Моисей Иосифович Калманович         |         | 18 октября 1930 года  | 4 апреля 1934 года    | председатель правления                         | [ 3 ]       |
| Лев Ефимович Марьясин               |         | 4 апреля 1934 года    | 14 июля 1936 года     | председатель правления                         | [ 3 ]       |
| Соломон Лазаревич Кругликов         |         | 14 июля 1936 года     | 15 сентября 1937 года | председатель правления                         | [ 3 ]       |
| Алексей Петрович Гричманов          |         | 15 сентября 1937 года | 16 июля 1938 года     | председатель правления                         | [ 3 ]       |
| Николай Александрович Булганин      |         | 2 октября 1938 года   | 17 апреля 1940 года   | председатель правления                         | [ 3 ]       |
| Николай Константинович Соколов      |         | 17 апреля 1940 года   | 12 октября 1940 года  | председатель правления                         | [ 3 ]       |
| Николай Александрович Булганин      |         | 12 октября 1940 года  | 23 мая 1945 года      | председатель правления                         | [ 3 ]       |
| Яков Ильич Голев                    |         | 23 мая 1945 года      | 23 марта 1948 года    | председатель правления                         | [ 3 ]       |
| Василий Фёдорович Попов             |         | 23 марта 1948 года    | 31 марта 1958 года    | председатель правления                         | [ 3 ]       |
| Николай Александрович Булганин      |         | 31 марта 1958 года    | 15 августа 1958 года  | председатель правления                         | [ 3 ]       |
| Александр Константинович Коровушкин |         | 15 августа 1958 года  | 14 августа 1963 года  | председатель правления                         | [ 3 ]       |
| Алексей Андреевич Посконов          |         | 1963 год              | 1969 год              | председатель правления                         | [ 3 ]       |
| Мефодий Наумович Свешников          |         | 1969 год              | 1976 год              | председатель правления                         | [ 3 ]       |
| Владимир Сергеевич Алхимов          |         | 11 октября 1976 года  | 10 января 1986 года   | председатель правления                         | [ 3 ]       |
| Виктор Владимирович Деменцев        |         | 10 января 1986 года   | 22 августа 1987 года  | председатель правления                         | [ 3 ] [ 4 ] |
| Николай Викторович Гаретовский      |         | 22 августа 1987 года  | 7 июня 1989 года      | председатель правления                         | [ 3 ] [ 5 ] |
| Виктор Владимирович Геращенко       |         | 3 августа 1989 года   | 10 сентября 1991 года | председатель правления                         | [ 3 ] [ 6 ] |

## Государственный банк РСФСР/Центральный банк РСФСР
В разделе представлены все председатели правления Государственного/Центрального банка РСФСР.
На базе Российского республиканского банка Госбанка СССР 13 июля 1990 года был создан Государственный банк РСФСР, подотчётный Верховному Совету РСФСР. 2 декабря 1990 года Государственный банк РСФСР был переименован в Центральный банк РСФСР.
| Имя, годы жизни            | Портрет              | Начало              | Окончание                             | Должность                                                                   | Прим.       |
| -------------------------- | -------------------- | ------------------- | ------------------------------------- | --------------------------------------------------------------------------- | ----------- |
| Георгий Гаврилович Матюхин |                      | 7 августа 1990 года | 25 декабря 1990 года                  | исполняющий обязанности председателя правления Государственного банка РСФСР | [ 7 ] [ 8 ] |
| Георгий Гаврилович Матюхин | 25 декабря 1990 года | 27 января 1992 года | председатель Центрального банка РСФСР |                                                                             | [ 7 ] [ 8 ] |

## Банк России
В разделе представлены все председатели Совета директоров Банка России.
| Имя, годы жизни                 | Портрет            | Начало                | Окончание             | Должность                                                       | Прим.             |
| ------------------------------- | ------------------ | --------------------- | --------------------- | --------------------------------------------------------------- | ----------------- |
| Георгий Гаврилович Матюхин      |                    | 27 января 1992 года   | 16 июня 1992 года     | председатель Совета директоров                                  | [ 7 ] [ 7 ] [ 9 ] |
| Виктор Владимирович Геращенко   |                    | июль 1992 года        | 4 ноября 1992 года    | исполняющий обязанности председателя Совета директоров          | [ 6 ] [ 9 ]       |
| Виктор Владимирович Геращенко   | 4 ноября 1992 года | 18 октября 1994 года  | председатель          |                                                                 | [ 6 ] [ 9 ]       |
| Татьяна Владимировна Парамонова |                    | 19 октября 1994 года  | 22 октября 1995 года  | исполняющий обязанности председателя Совета директоров          | [ 9 ] [ 10 ]      |
| Александр Андреевич Хандруев    |                    | 8 ноября 1995 года    | 22 ноября 1995 года   | временно исполняющий обязанности председателя Совета директоров | [ 9 ] [ 11 ]      |
| Сергей Константинович Дубинин   |                    | 22 ноября 1995 года   | 11 сентября 1998 года | председатель Совета директоров                                  | [ 9 ] [ 12 ]      |
| Виктор Владимирович Геращенко   |                    | 11 сентября 1998 года | 20 марта 2002 года    | председатель Совета директоров                                  | [ 6 ] [ 9 ]       |
| Сергей Михайлович Игнатьев      |                    | 20 марта 2002 года    | 23 июня 2013 года     | председатель Совета директоров                                  | [ 9 ] [ 13 ]      |
| Эльвира Сахипзадовна Набиуллина |                    | 24 июня 2013 года     | настоящее время       | председатель Совета директоров                                  | [ 9 ] [ 14 ]      |